# Plagiostachys strobilifera
Plagiostachys strobilifera là một loài thực vật có hoa trong họ Gừng. Loài này được (Baker) Ridl. miêu tả khoa học đầu tiên năm 1899.